# You Don't Love Me Anymore
You Don't Love Me Anymore è un singolo cantato da "Weird Al" Yankovic estratto dall'album Off the Deep End.

## La canzone
Tra le poche composizioni originali di Yankovic, il brano parla di una vecchia relazione che l'artista ebbe con una ragazza non nominata. Nella canzone Yankovic comincia a pensare che "lei non lo ama più" (come dice il ritornello) quando lei comincia ad offenderlo (chiamandolo brutto e anticristo), a tradirlo (facendosi tutta la squadra di hockey), a fargli del male (radendogli le sopracciglia, mettendogli la faccia nel barbeque) e cercando di ucciderlo (avvelenandogli il caffè, mettendogli un cobra nei vestiti e mettendogli dei piranha nella vasca da bagno).

### Remix
Nel 1992 You Don't Love Me Anymore fu remixata in un brano in stile discoteca. La canzone, completa di loop e campionature, venne remixata dalla Mobile Disco Records. Il sito internet ufficiale di Yankovic dichiarò che "Questa è l'unico extended mix autorizzato di una canzone di Al che non venne pubblicato dalla sua casa discografica. È una bizzarra scelta per una dance mix dato che è una ballata, ma con loop e campionature, è ancora più ritorta di una canzone originale di Al!".

## Video musicale
Il video è una parodia del video della canzone More Than Words degli Extreme, con Al che canta la canzone accompagnato dal chitarrista Jim West, vestito come Nuno Bettencourt (chitarrista degli Extreme)
La scena del pianista che si mozza la mano con il pianoforte è ispirata ad uno sketch tratto dal Monty Python's Flying Circus.
Alla fine del video si vede Al che strappa di mano la chitarra a West e la distrugge, questa scena la riprenderà spessissimo nei suoi concerti durante l'esecuzione del brano.

## Tracce
Cassette single
1. You Don't Love Me Anymore - 4:01
2. I Was Only Kidding - 3:31

Mobile Disco remix
1. You Don't Love Me Anymore - 5:00